# Herbarium UME

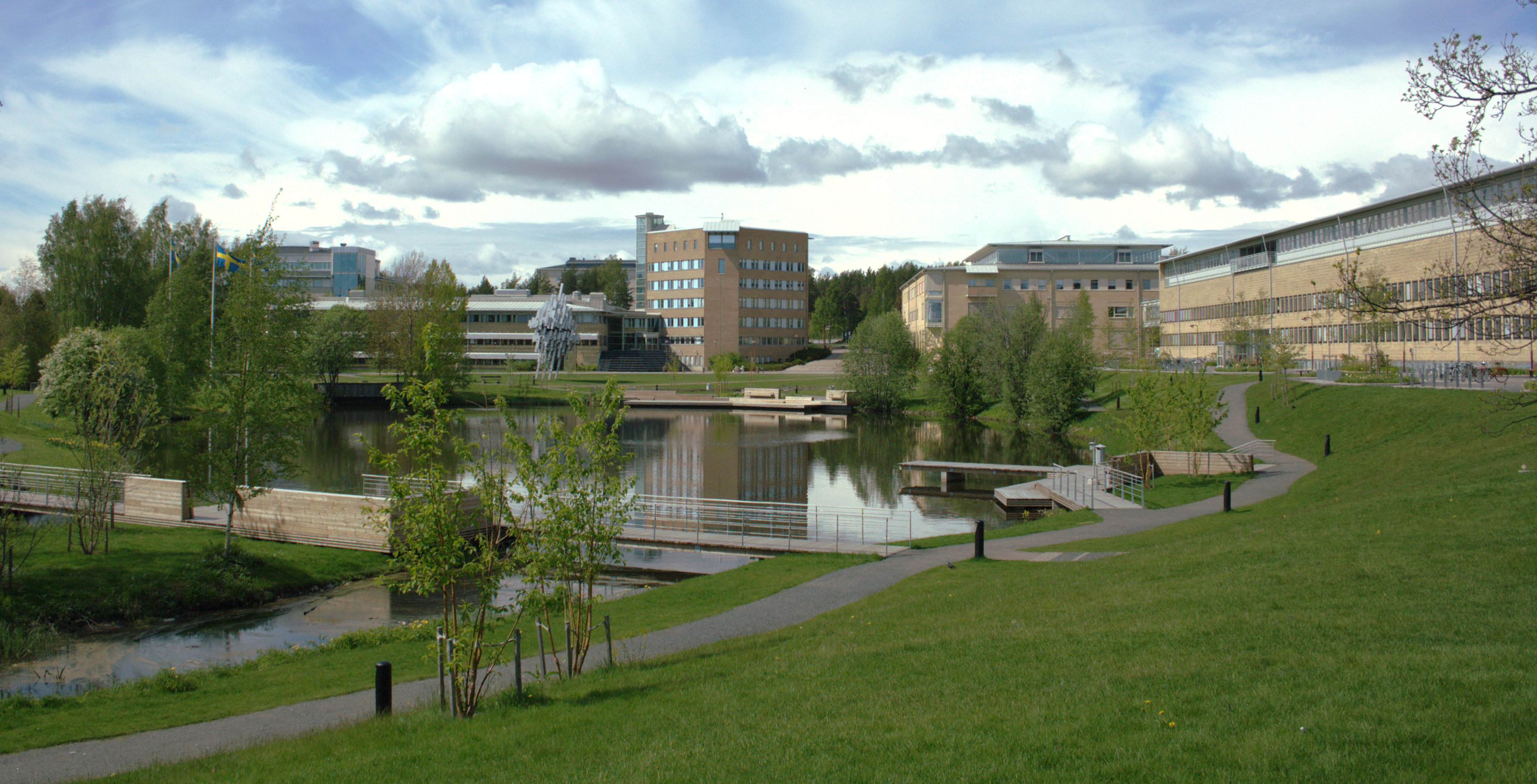
Umeå universitet

Herbarium UME är ett forskningsherbarium på Institutionen för Ekologi, miljö och geovetenskap (EMG) vid Umeå universitet. 

## Historia
Herbarium UME började byggas upp 1968, då det så kallade länsherbariet överfördes från Västerbottens museum till universitetet. Länsherbariet i sin tur hade grundats 1923 i hembygdsföreningens regi på initiativ av Lennart Wahlberg (1873-1950). Efter övertagandet 1968 utökades herbariet genom flera betydande donationer, bland annat samlingar av Helge Bruun (1897-1978), Erik Evers (1904-1990) och Cyril Stackell (1903-1964). En verklig fadäs drabbade Helge Bruun efter en flytt från Strängnäs till Kalmar. Han hade innan han lämnade Strängnäs och tjänsten vid läroverket sett till att de 40 000 ark pressade växter som förvarades på Roggeborgens vind skulle skänkas till universitetet i Umeå. Inför restaureringsarbetet med Roggeborgen inför Kungliga bibliotekets övertagande 1968 stod skåpen med herbarierna i vägen och det slutade med att herbarierna hamnade på soptippen. En professor från Umeå som kom ner och skulle titta på samlingen fick det osannolika beskedet. En bekymrad Helge Bruun satte igång att tigga herbarier från apotekare och kyrkoherdar och andra håll. En stor del av det materialet finns kvar i Herbarium Umeå men dubbletter har delats med andra herbarier. Material från läroverksherbarier från till exempel Lycksele, Sollefteå, Örnsköldsvik och Piteå har också inkorporerats. Bland herbariets viktigaste samlare och deras respektive huvudsakliga samlingsområden kan nämnas:
- Helge Bruun (1897- 1978), Småland, Södermanland, kärlväxter
- Lars Ericson (1945- ) Norrlandskusten
- Stefan Ericsson(1954-2015), Västerbottens län, kärlväxter
- Ove Eriksson, Västerbotten, svampar
- Per-Anders Esseen, (1953- ) Norrland, lavar
- Erik Evers (1904-1990), Norrland, kärlväxter
- Carl Håkansson (1836-1890), Umeå och Piteå, kärlväxter
- Bengt Gunnar Jonsson, (1964- ), mossor
- Carl Petter Laestadius (1835-1920), Umeåtrakten
- Håkan Lindström (1950-2018) svampar främst Cortinarius och Russula
- Jan W. Mascher (1934-2014) Ångermanland , kärlväxter
- Johan Nitare (1958- ), svampar
- Sten Nordenstam (1892-1981), Västerbottens län, hökfibblor
- Bengt Pettersson (1915-2002), Gotland
- Olof Rune (1919-2006), södra Lappland, kärlväxter
- Carl-Ingvar Sahlin (1912-1987), Torne Lappmark, orkidéer
- Lars Söderström, Norrland, mossor
- Lennart Wahlberg (1873-1950), Västerbottens län, kärlväxter
- Lars Westman (1930-2006), Norrland, lavar

## Samlingen
Herbariets huvudsyfte är "att bevara växtsamlingar från norra Sverige, och att fungera som en stödpunkt för Norrlands botaniska utforskning". Idag (2019) består herbariet av omkring 319 000 kollekter av växter från hela världen, men främst från norra Sverige. Omkring 222 000 kärlväxter, 2500 alger, 58 000 mossor, 14 500 svampar och 22 000 lavar är insorterade. Ytterligare minst 50 000 kollekter väntar på preparering och insortering.

## Tillgänglighet
Herbarium UME är offentligt, vilket innebär att forskare liksom allmänheten kan besöka institutionen och samlingarna. Det finns även en databas med information om varje enskild kollekt, t.ex. lokal, insamlare, tidpunkt. Alla kan göra sökningar i databasen "Det virtuella herbariet" på Internet. 2019 hade omkring 123 000 av herbariets kollekter,(ca 40%) registrerats i databasen.